# Институт за литература
Институтът за литература е научно звено в научно-изследователското направление по културноисторическо наследство и национална идентичност на Българската академия на науките. Основната задача на института е съхраняването, осмислянето и популяризирането на българското литературно и културно наследство в контекста на европейските хуманитарни традиции. Институтът активно участва в развитието на литературната наука и подпомага образователната и експертната дейност на институциите с оглед на съвременните методологии и културната политика на България.